# Cảng Sài Gòn 0–2 Tổng cục Đường sắt (1976)
Cảng Sài Gòn 0–2 Tổng cục Đường sắt, được biết đến với tên gọi Trận cầu đoàn tụ (ở Việt Nam) hay Trận cầu thống nhất (theo cách gọi của báo chí nước ngoài), là một trận đấu giao hữu môn bóng đá diễn ra vào ngày 7 tháng 11 năm 1976 giữa Cảng Sài Gòn và Tổng cục Đường sắt trên sân vận động Thống Nhất, Thành phố Hồ Chí Minh. Đây là trận đấu đầu tiên giữa hai đội bóng đến từ hai miền Nam, Bắc của Việt Nam khi 2 miền thống nhất năm 1976 sau Chiến tranh Việt Nam và sự kiện 30 tháng 4 năm 1975.
Cảng Sài Gòn có tên gọi cũ là Đội bóng đá Tổng nha Thương cảng. Đội hình của họ bao gồm nhiều cầu thủ từng thuộc biên chế Đội tuyển bóng đá quốc gia Việt Nam Cộng hòa từng tham dự các giải đấu quốc tế. Trong khi đó, Tổng cục Đường sắt, đội bóng đại diện cho lớp công nhân ngành đường sắt, vừa mới giành chức vô địch giải bóng đá Công đoàn miền Bắc. Trận đấu diễn ra trong bối cảnh sau khi sân vận động Cộng Hòa được đổi tên thành sân vận động Thống Nhất và cuộc bỏ phiếu bầu Quốc hội đầu tiên của nước Việt Nam thống nhất vừa diễn ra trước đó vài tháng. Tổng cục Thể dục thể thao Việt Nam cử đại diện là Đội bóng đá Tổng cục Đường sắt vào miền Nam tham gia loạt trận giao hữu với nhiệm vụ hàn gắn nền bóng đá hai miền sau nhiều năm chiến tranh.
Trước khi cuộc so tài diễn ra, cổ động viên bóng đá Thành phố Hồ Chí Minh hầu như không biết nhiều về các cầu thủ Tổng cục Đường sắt cho đến khi tận mắt chứng kiến họ trên sân đá tập. Vì lẽ đó, vào ngày diễn ra trận đấu chính thức, sân Thống Nhất trở nên quá tải với hơn 30.000 khán giả đến sân theo dõi, vượt xa sức chứa ban đầu của sân vận động, buộc lực lượng an ninh phải đóng cổng sớm. Bên trong sân, bài hát "Như có Bác trong ngày đại thắng" được phát lên xen giữa những tiếng vỗ tay của khán giả lúc trận đấu bắt đầu. Tổng cục Đường sắt ra sân với sơ đồ 4-3-3, trong khi Cảng Sài Gòn vẫn trung thành với đội hình 4-2-4 đặc trưng trước đây của họ.
Trận đấu kết thúc với 2 bàn thắng thuộc về đội khách Tổng cục Đường sắt. Tình huống đầu tiên đến sau một pha không chiến, tình huống thứ 2 là kết quả của một nỗ lực cá nhân. Câu lạc bộ Tổng cục Đường sắt tiếp tục có thêm 3 trận thắng nữa trước các đội bóng miền Nam và chỉ chịu thất bại trong trận cuối cùng của chuyến du đấu trước Đội bóng đá Hải Quan. Cho đến năm 1980, khi Giải bóng đá vô địch quốc gia Việt Nam ra đời, các đội bóng Nam – Bắc mới có thêm cơ hội để thi đấu với nhau nhiều hơn. Trong những năm sau đó, cả Tổng cục Đường sắt, Cảng Sài Gòn cũng như một số cầu thủ của hai đội đều gặt hái nhiều thành tích riêng. Năm 2015, Liên đoàn bóng đá Việt Nam tổ chức một trận giao hữu mừng 40 năm ngày Thống nhất với sự tham gia của nhiều cựu cầu thủ từng góp mặt trong trận cầu đầu tiên giữa hai miền Nam – Bắc.

## Bối cảnh
Sau thắng lợi của Chiến dịch Hồ Chí Minh, Việt Nam Cộng hòa đầu hàng Chính phủ Cách mạng lâm thời Cộng hòa miền Nam Việt Nam, chiến tranh chính thức kết thúc. Với nhiệm vụ đặc biệt "tiếp quản thể thao miền Nam", chưa đầy 2 tháng sau sự kiện 30 tháng 4, Tổng cục Thể dục thể thao Việt Nam đã thành lập đoàn cán bộ gồm 42 người làm nhiệm vụ "tiếp quản và gây dựng lại thể thao các tỉnh miền Nam". Theo ông Lê Bửu, nguyên Giám đốc Sở Thể dục thể thao Thành phố Hồ Chí Minh, đúng 3 giờ sáng 24 tháng 6 năm 1975, 42 cán bộ Thể dục thể thao Việt Nam sau 20 ngày dự lớp bồi dưỡng tổ chức tại sân vận động Hàng Đẫy, Hà Nội đã lên đường vào Nam. Sau khi qua cầu Hiền Lương, đoàn lần lượt tiếp quản các cơ sở thể thao tại Đà Nẵng, Bình Định, Khánh Hòa cùng một số nơi khác. Đến 18 giờ chiều ngày 29 tháng 6 năm 1975, 16 cán bộ trong đoàn có mặt tại Sài Gòn. Tháng 10 năm 1975, Sở Thể dục thể thao thành phố chính thức thành lập, do Trương Tấn Bửu làm Giám đốc, Lê Bửu làm Phó Giám đốc. Ngày 2 tháng 9 năm 1975, nhân dịp Quốc khánh nước Việt Nam Dân chủ Cộng hòa, sân vận động Cộng Hòa được đổi tên thành sân vận động Thống Nhất. Kỷ niệm sự kiện này, 1 trận bóng đá đã được tổ chức giữa hai đội bóng miền Nam là Hải Quan và Ngân hàng dưới sự chứng kiến của Chủ tịch Mặt trận Dân tộc Giải phóng miền Nam Việt Nam Nguyễn Hữu Thọ. Có rất nhiều cổ động viên đã có mặt ở sân Thống Nhất hôm đó để theo dõi trận đấu, bất chấp cảnh báo "tắm máu" từ các báo đài bên ngoài Việt Nam. Được thúc đẩy từ Hội nghị Hiệp thương thống nhất hai miền, sau cuộc tổng tuyển cử diễn ra vào ngày 25 tháng 4 năm 1976, Quốc hội Việt Nam thống nhất quyết định hợp nhất 2 nhà nước là Việt Nam Dân chủ Cộng hòa và Cộng hòa Miền Nam Việt Nam thành Cộng hòa Xã hội chủ nghĩa Việt Nam (lần đầu tiên kể từ năm 1954). Thành phố Sài Gòn cũng được đổi tên thành Thành phố Hồ Chí Minh, theo tên cố chủ tịch nước Việt Nam Dân chủ Cộng hòa. Cuộc chạm trán đầu tiên của 2 nền bóng đá Nam – Bắc diễn ra vài tháng sau sự kiện trên với nhiều sự quan tâm từ cư dân thành phố, giới truyền thông Việt Nam cũng như quốc tế. Ngay sau chuyến tập huấn tại Trung Quốc, đội Tổng cục Đường sắt do huấn luyện viên Trần Duy Long dẫn dắt được cử vào Thành phố Hồ Chí Minh và các tỉnh lân cận giao hữu với các đội bóng trong khu vực. Bên cạnh chuyên môn, cuộc so tài này còn đóng vai trò như một dịp "hội ngộ thể thao 2 miền". Đối thủ đầu tiên của họ là Cảng Sài Gòn, tiền thân là Đội bóng đá Tổng nha Thương cảng. Hàng ngũ đội bóng này đa phần gồm nhiều cầu thủ mới chuyển đến từ Đội bóng đá Không Quân.
Nền bóng đá hai miền Nam, Bắc lúc bấy giờ đều gặt hái những thành tựu riêng. Bóng đá miền Bắc (Việt Nam Dân chủ Cộng hòa) đã đạt đến tầm châu lục với thứ hạng cao tại các giải đấu thuộc khối xã hội chủ nghĩa. Họ có những chiến thắng trước đội tuyển trẻ của Liên Xô và Đông Đức, và thi đấu ngang ngửa với các đội như Trung Quốc, Bắc Triều Tiên. Trong khi đó, bóng đá miền Nam, mà đại diện là Đội tuyển Việt Nam Cộng hòa, có lần đầu tiên đoạt huy chương vàng tại kì SEAP Games 1959 ở Thái Lan, giành thắng lợi tại Giải bóng đá Merdeka 1966, từng đánh bại nhiều đối thủ như Hàn Quốc, Nhật Bản, Israel. Thành lập năm 1956, Tổng cục Đường sắt là một đội bóng với nhiều nhân tố trẻ, còn Cảng Sài Gòn là tập hợp những cầu thủ thiên về kĩ thuật và giàu kinh nghiệm. Mai Đức Chung, người góp mặt trong trận cầu đó chia sẻ: "Việc Tổng cục Đường sắt được chọn là có lý do đặc biệt, bởi thời điểm ấy rất mạnh, chỉ đứng sau Thể Công, từng nhiều lần là Á quân và vừa đoạt chức vô địch Công đoàn miền Bắc. Hơn nữa, việc cử một đội bóng đại diện cho công nhân ngành đường sắt càng có ý nghĩa và hợp lý khi lúc đó tuyến đường sắt Bắc – Nam sắp khánh thành". Còn về phần Cảng Sài Gòn, theo lời Lê Bửu, ông lựa chọn đội bóng này vì họ "cũng là đội bóng của giai cấp công nhân và là đội bóng lớn nhất phía Nam và cả nước". Trước khi lên đường, các cầu thủ Tổng cục Đường sắt được dặn dò phải "đá sao cho hòa hợp hai miền để hai đội đá được thống nhất nhau". Trong lúc đó, Tổng Liên đoàn Lao động Việt Nam cũng liên hệ trực tiếp với Liên đoàn Lao động Thành phố Hồ Chí Minh để bàn bạc về một số vấn đề có liên quan. Khi các thành viên Tổng cục Đường sắt đáp xuống nhà ga sân bay Tân Sơn Nhất, thay mặt toàn đội Cảng Sài Gòn, đội trưởng Phạm Huỳnh Tam Lang đã đến đón tiếp, tặng hoa, bắt tay thủ quân Tổng cục Đường sắt Phạm Kỳ Thụy.

## Trước trận đấu
Trước trận đấu, khán giả miền Nam không biết nhiều về bóng đá miền Bắc. Bởi tự tin vào đẳng cấp vượt trội hơn so với đội bóng đến từ miền Bắc này, họ cũng không đánh giá cao các cầu thủ Tổng cục Đường sắt. Nhưng vì tò mò, tại buổi tập đầu tiên làm quen sân Thống Nhất của đội khách, cư dân thành phố đã đứng vây kín phía cổng vào sân và ngồi chật cứng trên khán đài. Theo Mai Đức Chung, nhiều cổ động viên cố gắng vươn tay ra khỏi hàng rào ngăn của lực lượng an ninh để được bắt tay, vỗ vai và "soi chân cẳng" các cầu thủ miền Bắc. Họ bất ngờ vì các cầu thủ Tổng cục Đường sắt có thể hình khá vượt trội. Trước ngày thi đấu, Liên đoàn Lao động Thành phố Hồ Chí Minh đã tổ chức một buổi dạ tiệc nhằm chiêu đãi Tổng cục Đường sắt cùng 2 đội bóng đại diện cho thành phố: Cảng Sài Gòn và Hải Quan. Ở chiều ngược lại, Tổng cục Thể dục Thể thao Việt Nam cũng chuẩn bị sẵn những kỷ vật lưu niệm dành tặng cho đội chủ nhà. Đó là những lá cờ, những huy hiệu có đề chữ "Tổng Liên đoàn Lao động Việt Nam". Vào ngày thi đấu chính thức, gần giữa trưa, bầu trời đột ngột có mây. Nhiều người lo ngại trận đấu sẽ không thể diễn ra. Bất chấp điều này, khán giả vẫn đến rất đông. Tuy trận đấu dự kiến diễn ra lúc 19 giờ nhưng mới đầu giờ chiều, rất nhiều người đã có mặt, đứng tràn xuống cả đường chạy điền kinh. Hồi tưởng về thời điểm đó, 1 khán giả có mặt tại sân Thống Nhất chiều hôm diễn ra trận đấu kể lại: "Chúng tôi đến sân lúc 2 giờ trưa, nhưng không còn đường nào đi vào nữa [...] Hàng nghìn người không thể vào đành ngồi nghe qua sóng radio". Do số lượng khán giả quá đông, vượt xa dự kiến, đến 15 giờ chiều, ban tổ chức tiến hành đóng cổng. Khoảng 1 tiếng sau, khi xe chở 2 đội tiến về sân vận động, các ngả đường đều kín người. Các cầu thủ Tổng cục Đường sắt buộc phải xuống xe đi bộ vào sân. Nhiều quân cảnh, công an viên ngay lập tức có mặt để làm công tác trị an. Những khán giả không vào được sân trèo lên cây, cột điện, nhà cao tầng xung quanh để theo dõi trận đấu.
Trong khi đó, bên ngoài sân, "ẩn số" Tổng cục Đường sắt trở thành đề tài bàn tán của giới hâm mộ bóng đá thành phố. Họ thắc mắc liệu Trần Duy Long, người từng tu nghiệp ở Học viện Thể thao Kiev, sẽ đối phó ra sao với các cầu thủ giàu kĩ thuật của Cảng Sài Gòn, đội bóng được dẫn dắt bởi Nguyễn Thành Sự, người từng cùng Đội tuyển bóng đá quốc gia Việt Nam Cộng hòa chinh chiến ở nhiều giải đấu quốc tế khác nhau, bao gồm vòng loại Giải vô địch bóng đá thế giới vào năm 1973 và vô địch Giải bóng đá quốc tế năm 1974 nhân dịp kỉ niệm ngày Quốc khánh Đệ nhị Cộng hòa. Sau này, trong một cuộc phỏng vấn, huấn luyện viên Trần Duy Long tiết lộ: "Gom một số tư liệu qua báo, chúng tôi hiểu rằng đội Cảng Sài Gòn bao gồm nhiều danh thủ trước đây từng đoạt giải Merdeka. Chúng tôi nghĩ, thôi, vốn chúng ta tập luyện, thi đấu như thế nào trước đây thì cứ đá hết mình, quan trọng là tinh thần ngày hội nên anh em rất thoải mái". Cảng Sài Gòn chọn nhập cuộc với sơ đồ 4-2-4 quen thuộc, mang dáng dấp Đội tuyển bóng đá quốc gia Brasil dưới thời kỳ Flávio Costa, lấy khả năng cầm bóng, cảm hứng của các ngôi sao làm nền tảng cho lối chơi. Trong khi đó, đội khách chọn sơ đồ 4-3-3 thường thấy ở các đội bóng Đông Âu, dùng bóng dài cùng phong cách thực dụng nhằm áp chế lối chơi trung lộ của chủ nhà.
Ước tính có khoảng 30.000–40.000 cổ động viên đến sân ngày hôm đó, trong khi sức chứa tối đa của sân Thống Nhất là 25.000 chỗ ngồi. Giá vé phân theo ba mức: 1,5 đồng, 1 đồng và 0,5 đồng, thấp hơn nhiều so với mức lương trung bình của công nhân thời đó. Mỗi cầu thủ được đặc cách miễn phí 2 vé vào sân. Theo lời trung vệ Lê Khắc Chính bên phía Tổng cục Đường sắt, do không có người thân nên họ đã trao lại những chiếc vé được tặng đó cho những người lính Quân Giải phóng. Lúc cầu thủ 2 đội nắm tay nhau bước ra từ đường hầm, bài hát "Như có Bác trong ngày đại thắng" vang lên đồng thời với tiếng vỗ tay của khán giả. Tiền đạo Hoàng Gia bên phía Tổng cục Đường sắt thừa nhận: "Tôi chưa bao giờ chơi bóng trong một bầu không khí như thế bao giờ cả, cảm giác như thể khán giả đổ nhào xuống sân vậy". Vào thời điểm hai đội đang khởi động, có tiếng súng bắn chỉ thiên do lực lượng an ninh đang ổn định trật tự do số lượng người quá đông còn tập trung bên ngoài. Tiếng súng này khiến cả đội Tổng cục Đường sắt hoảng sợ, nhất loạt nằm rạp xuống sân, nhưng phần nào đó cũng gợi nhắc cho cầu thủ 2 đội về tầm quan trọng của trận đấu và ý nghĩa của nó đối với tất cả những người có liên quan. Trọng tài Hồ Thiệu Quang được chỉ định điều khiển trận đấu này.

## Diễn biến

### Tóm lược

Pha đánh đầu lịch sử của tiền đạo Mai Đức Chung vào lưới Cảng Sài Gòn.

Những phút đầu trận đấu, các cầu thủ Tổng cục Đường sắt tiến hành áp sát, bắt người chặt không để cho cầu thủ Cảng Sài Gòn có điều kiện xoay xở, tranh cướp bóng tích cực trên toàn sân. Đội trưởng Phạm Kỳ Thụy liên tục đôn đốc đồng đội khoá chặt các mũi tấn công của đội chủ nhà, khiến nhiều cầu thủ có thể lực, kỹ thuật tốt của Cảng Sài Gòn không phát huy được sở trường của họ. 2 tiền đạo chủ lực bên phía Cảng Sài Gòn là Lê Văn Tư và Nguyễn Văn Xinh bị trung vệ Lê Khắc Chính của đội bóng miền Bắc "vô hiệu hóa" hoàn toàn. Sơ đồ chiến thuật 4-3-3 đã phát huy tác dụng, giúp lối chơi của các cầu thủ Tổng cục Đường sắt trở nên hiệu quả và thanh thoát hơn. Bên cạnh đó, việc tận dụng tốt cơ hội, ưu tiên sút xa, tạt bóng trung lộ cũng gây lúng túng cho các cầu thủ đội bóng thành phố. Bóng được luân chuyển liên tục và ít có tình huống đá phạt hay bóng chết nào xảy ra. Nhiều cầu thủ phạm lỗi với đối phương thậm chí còn dừng lại, kéo cầu thủ bị phạm lỗi đứng dậy rồi chạy tiếp. Phút 28, nhận đường tạt bóng từ tiền vệ Lê Thụy Hải, trung phong Mai Đức Chung có mặt đúng lúc, đón bóng và đánh đầu tung lưới Cảng Sài Gòn. Các cầu thủ đội chủ nhà đã nghĩ Tổng cục Đường sắt phải dẫn bóng ra sát biên mới thực hiện quả tạt. Vì vậy, điều này phần nào khiến họ bất ngờ và nhận bàn thua. Sau pha ghi bàn mở tỉ số trên sân vận động Thống Nhất, khán giả ngay lập tức đứng cả dậy, vỗ tay liên tục trong 5 phút. Hiệp 1 kết thúc với tỉ số 1–0 nghiêng về đội khách Tổng cục Đường sắt.
Sang hiệp 2, tiền vệ Lê Thụy Hải được huấn luyện viên Trần Duy Long yêu cầu lùi về đá như một tiền vệ phòng ngự, còn Hoàng Gia được đẩy sang đá tiền vệ cánh trái. Phút 54, Hoàng Gia có pha chuyền bóng cho Lê Thụy Hải, lúc bấy giờ đang đứng ở gần vạch giữa sân. Tiền vệ này ngay lập tức dẫn bóng, bứt tốc, xoay xở vượt qua đội trưởng Cảng Sài Gòn là Phạm Huỳnh Tam Lang, sau đó, khi quan sát thấy thủ môn đội khách lên hơi cao, Lê Thụy Hải lập tức tung cú sút. Quả bóng bay bổng lên, găm vào góc cao khung thành Lưu Kim Hoàng nhân đôi cách biệt cho Tổng cục Đường sắt. Trong khi đó, bên ngoài sân, một vài tiếng súng khác vang lên khiến hai đội hoảng hốt. Nhịp độ trận đấu dần giảm xuống vào những phút cuối trận, bầu không khí trên sân cũng bớt sôi nổi đi, nhưng cả hai đội vẫn nỗ lực thi đấu. Chung cuộc, Tổng cục Đường sắt đánh bại Cảng Sài Gòn với tỉ số 2–0 và hầu như trong 2 hiệp đấu, thế trận nghiêng về đội bóng miền Bắc, đội chủ nhà không tạo ra được cơ hội nào rõ rệt. Trận đấu kết thúc bằng hình ảnh cầu thủ 2 đội ôm nhau sau tiếng còi chấm dứt trận đấu của trọng tài Hồ Thiệu Quang cùng tiếng vỗ tay hoan nghênh của khán giả.

### Chi tiết
| Cảng Sài Gòn | 0–2 | Tổng cục Đường sắt                  |
| ------------ | --- | ----------------------------------- |
|              |     | Mai Đức Chung 28' · Lê Thụy Hải 54' |

|                  |                         |  |  |
|                  |                         |  |  |
| TM               | Lưu Kim Hoàng           |  |  |
| HV               | Nguyễn Văn Thuận        |  |  |
| HV               | Phạm Huỳnh Tam Lang (c) |  |  |
| HV               | Lê Đình Thăng           |  |  |
| HV               | Nguyễn Tấn Trung        |  |  |
| TV               | Dương Văn Thà           |  |  |
| TV               | Nguyễn Văn Mười         |  |  |
| TĐ               | Nguyễn Văn Ngọc         |  |  |
| TĐ               | Nguyễn Văn Ngôn         |  |  |
| TĐ               | Lê Văn Tư               |  |  |
| TĐ               | Nguyễn Văn Xinh         |  |  |
| Huấn luyện viên: |                         |  |  |
| Nguyễn Thành Sự  |                         |  |  |

|                  |                    |  |  |
|                  |                    |  |  |
| TM               | Nguyễn Trường Sinh |  |  |
| HV               | Nguyễn Ngọc Phương |  |  |
| HV               | Lê Khắc Chính      |  |  |
| HV               | Từ Như Quang       |  |  |
| HV               | Thế Vinh           |  |  |
| TV               | Ngô Thế Thành      |  |  |
| TV               | Phạm Kỳ Thụy (c)   |  |  |
| TV               | Lê Thụy Hải        |  |  |
| TĐ               | Nguyễn Minh Điểm   |  |  |
| TĐ               | Hoàng Gia          |  |  |
| TĐ               | Mai Đức Chung      |  |  |
| Huấn luyện viên: |                    |  |  |
| Trần Duy Long    |                    |  |  |

## Sau trận đấu
Trận đấu kết thúc mà không có mưa. Ngay sau cuộc so tài, các cổ động viên trên sân đến vây chặt đội khách và chia sẻ niềm vui chiến thắng. Họ hôn lên má, lên đầu từng cầu thủ. Đội bóng miền Bắc phải rất vất vả mới rời được sân Thống Nhất về nơi ở. Chia sẻ về nguyên nhân thất bại, Lưu Kim Hoàng, thủ môn Cảng Sài Gòn bộc bạch: "Ngày xưa chúng tôi không nắm nhiều về chiến thuật hay sơ đồ chiến thuật. Sau mỗi trận đấu, anh em chỉ ra, vị trí này kém chưa ghi được bàn, chỗ này sai cần khắc phục để không thủng lưới. Chúng tôi là những người đam mê chơi bóng, ghép lại với nhau thành đội [...] Tổng cục Đường sắt chơi mạnh mẽ, bóng dài, họ không cầm nhiều bóng nhưng lại đá hiệu quả. Đó là điểm khác biệt cơ bản". Đồng tình với nhận định trên, Hoàng Gia, tiền đạo Tổng cục Đường sắt cho biết: "Cảng Sài Gòn lúc đó có các cầu thủ có kĩ thuật cá nhân, họ đá cá nhân, phối hợp nhỏ, chuyền ngắn nên mất nhiều thời gian mới đưa bóng đến gần khung thành của chúng tôi, vì vậy Đường sắt có thể quay về kịp. Còn chúng tôi đá rộng sân, chủ yếu tấn công bằng 2 biên, đưa bóng vào cho những cầu thủ cao như anh Mai Đức Chung đánh đầu vào hoặc đánh đầu chuyền cho tuyến hai dứt điểm". Dù là đội chiến thắng ngay trên sân khách, nhưng Tổng cục Đường sắt vẫn để lại nhiều ấn tượng tốt đối với những cổ động viên đội chủ nhà.
Sau chiến thắng này, Tổng cục Đường sắt tiếp tục có thêm 3 trận giao hữu nữa. Họ đánh bại Tây Ninh, Cần Thơ, Đồng Tháp với tỉ số lần lượt là 2–0, 3–0, 2–1 và để thua Hải Quan 1–2 ở trận đấu cuối cũng tại sân Thống Nhất, trận đấu mà trọng tài Hồ Thiệu Quang tiếp tục là người được bắt chính. Về phần Cảng Sài Gòn, phải đến 4 năm sau, họ mới có trận giao hữu đầu tiên với một đội bóng miền Bắc trên đất Bắc. Đối thủ lần này của họ là Thể Công. Cuộc so tài Cảng Sài Gòn – Tổng cục Đường sắt cũng là tiền đề để năm 1978, Tổng cục Thể dục Thể thao Việt Nam quyết định thành lập 3 giải đấu vô địch khu vực gồm: Hồng Hà (giải vô địch các đội miền Bắc), Trường Sơn (giải vô địch các đội miền Trung) và Cửu Long (giải vô địch các đội miền Nam). Đến năm 1980, Giải bóng đá vô địch quốc gia Việt Nam lần đầu tiên diễn ra trên cơ sở hợp nhất 3 giải đấu trên. Vào thời điểm đó, có 17 đội tham gia tranh tài. Tổng cục Đường sắt là đội đăng quang ngôi vô địch lần đầu tiên, trong khi Cảng Sài Gòn cũng nhanh chóng phát triển, trở thành một đội bóng lớn tại Việt Nam. Phải cho đến lúc đó, mới có thêm nhiều "trận cầu Nam – Bắc" tương tự diễn ra.
Tại Việt Nam, cuộc đối đầu Cảng Sài Gòn – Tổng cục Đường sắt được một số trang báo gọi là "Trận cầu đoàn tụ". Còn trên tạp chí These Football Times, nhà phân tích Scott Sommerville gọi cuộc chạm trán này là "Trận cầu thống nhất", nhấn mạnh rằng nó có tầm quan trọng lớn, mang ý nghĩa biểu tượng đối với người hâm mộ bóng đá Việt Nam cũng như trong toàn xã hội nước này. Ngoài ra, nhiều cầu thủ từng tham gia trận đấu đó sau này đã trở thành những huấn luyện viên, người quản lý trong lĩnh vực bóng đá, góp phần xây dựng nền tảng ban đầu của bóng đá Việt Nam trong thập niên 1980 và 1990. Tiền đạo Mai Đức Chung, người ghi bàn mở tỉ số trên sân Thống Nhất ngày hôm đó tiếp tục gắn bó cùng đội bóng. Ông được triệu tập vào đội hình Đội tuyển bóng đá quốc gia Việt Nam giai đoạn 1981–1982. Năm 1984, Mai Đức Chung giã từ sự nghiệp thi đấu sân cỏ, chuyển sang công tác huấn luyện và gặt hái nhiều thành công trên cương vị huấn luyện viên trưởng Đội tuyển bóng đá nữ quốc gia Việt Nam. Tiền vệ Lê Thụy Hải, người có cú sút xa đẹp mắt ấn định chiến thắng 2–0 cho Tổng cục Đường sắt cũng có một sự nghiệp huấn luyện tương đối thành công khi 3 lần giúp Becamex Bình Dương lên ngôi vô địch V League. Bên phía Cảng Sài Gòn, cầu thủ Phạm Huỳnh Tam Lang cũng có riêng cho mình nhiều danh hiệu. Sau khi giải nghệ năm 1977, ông được cử sang Đông Đức du học rồi về dẫn dắt đội bóng cũ Cảng Sài Gòn. Dưới sự dẫn dắt của ông, đội bóng này có 4 lần lên ngôi vô địch giải bóng đá quốc gia các năm 1986, 1994, 1997 và 2002 cùng 2 chiếc cúp quốc gia những năm 1992 và 2000.
Năm 2015, các cựu cầu thủ Cảng Sài Gòn và Tổng cục Đường sắt có dịp gặp nhau trong trận giao hữu kỷ niệm 40 năm ngày 30 tháng 4 trên sân vận động Thống Nhất, Thành phố Hồ Chí Minh do Liên đoàn bóng đá Việt Nam tổ chức giữa ba đội Hồng Hà, Trường Sơn và Cửu Long. Đội Hồng Hà bao gồm nhiều tuyển thủ cũ của Đội bóng đá Tổng cục Đường sắt, còn Cửu Long cũng có sự góp mặt của các cầu thủ Cảng Sài Gòn. Mỗi đội gặp nhau trong 50 phút, khán giả vào cửa tự do. Kết quả, đội Cửu Long giành chiến thắng.